# آرمسترانگ (تگزاس)
آرمسترانگ (به انگلیسی: Armstrong) یک منطقهٔ مسکونی در ایالات متحده آمریکا است که در تگزاس واقع شده‌است.